# Landstingens inköpscentral
Landstingens inköpscentral (LIC) var en svensk ekonomisk förening som bildades 1946 i syfte att göra inköp till landstingen på ett ekonomiskt fördelaktigt sätt. Landstingen och Landstingsförbundet var medlemmar i LIC.
Under 1980-talet drabbades LIC av ekonomiska problem och verksamheten avyttrades till AxTrade, varefter föreningen Landstingens inköpscentral trädde i likvidation 1989.